# Hormigas cortadoras de hojas

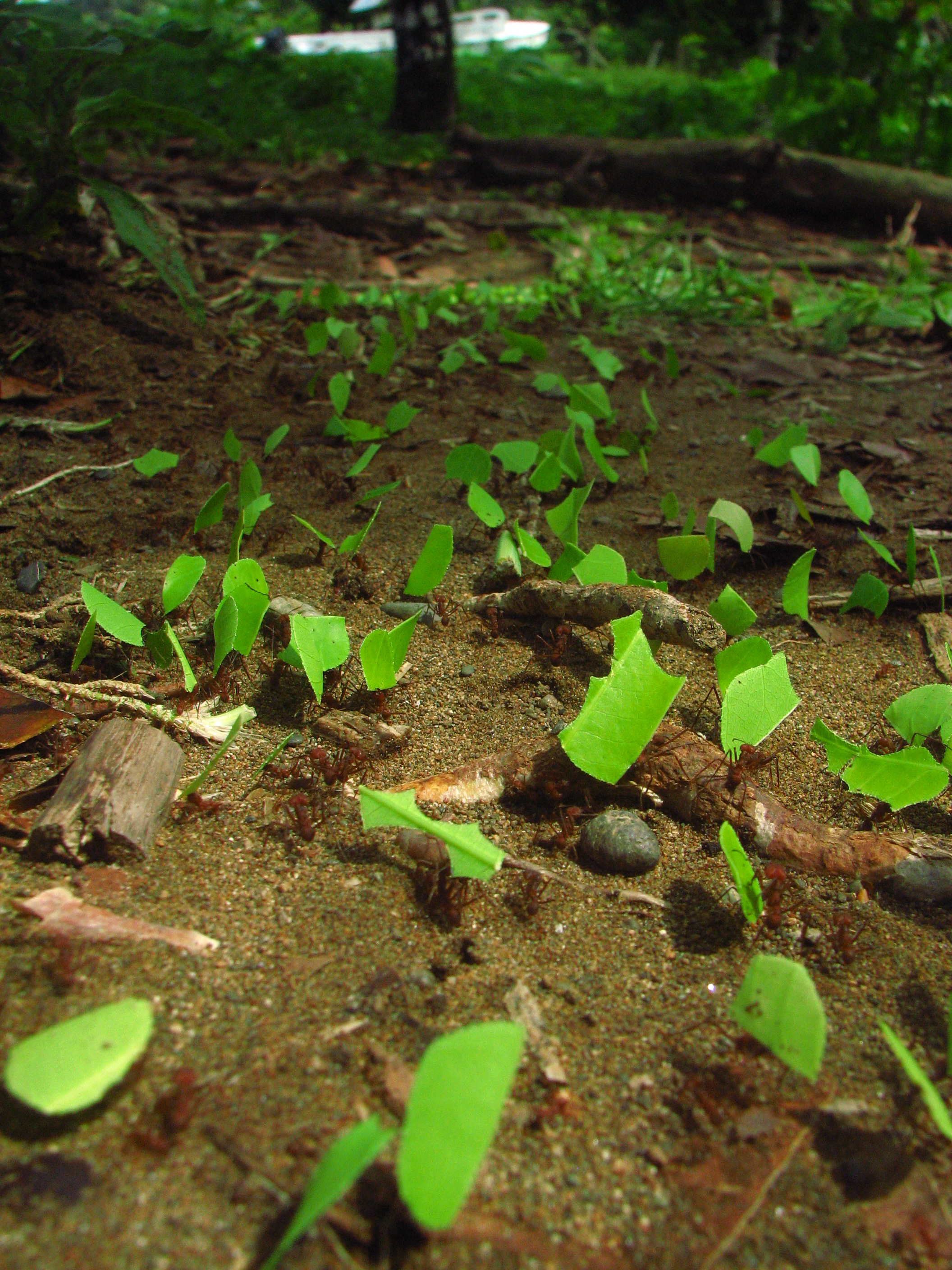
Trabajadores Atta colombica transportando hojas

Las hormigas cortadoras de hojas o podadoras, nombre no genérico, son cualquiera de las cuarenta y siete especies de hormigas pertenecientes a los géneros Atta y Acromyrmex que mastican hojas. Son hormigas tropicales que cultivan hongos sobre las hojas masticadas, son todas propias del centro y sur de América, y de partes del sur de los Estados Unidos.
Anatómicamente, las hormigas Atta y Acromyrmex tienen mucho en común; sin embargo, ambas presentan diferencias externas. Las hormigas Atta tienen tres pares de espinas y un exoesqueleto terso en la superficie superior del tórax, mientras que las Acromyrmex tiene cuatro pares y un exoesqueleto áspero.
Junto a los seres humanos, las hormigas cortadoras de hojas forman las sociedades animales más complejas en el planeta Tierra. En pocos años, el montículo central de sus nidos subterráneos puede crecer más de treinta metros de ancho, con pequeños montículos alrededor que se extienden en un radio de ochenta metros, ocupando desde treinta a seiscientos metros cuadrados, y albergando ocho millones de hormigas.

## Ciclo de vida de la colonia

### Reproducción y establecimiento de la colonia
Las hembras y machos con alas dejan sus respectivas colonias en masa y participan en un vuelo nupcial conocido como revoada. Cada hembra se aparea con varios machos para recolectar el esperma de 300 millones, cantidad que necesita para establecer una colonia. Luego de esto, la mayoría de machos mueren al poco tiempo. 

### Las obreras y la división del trabajo en la colonia
En una colonia madura de cortadoras de hojas, las hormigas se dividen en castas, basadas mayormente por su tamaño, realizando funciones variadas. Las Acromyrmex y las Atta exhiben un alto grado de poliformismo biológico; cuatro castas se presentan en colonias establecidas: mínimas, menores, medianas y mayores. A las mayores también se les conoce como soldados. Las hormigas Atta son más polimórficas que las Acromyrmex, lo que significa que, relativamente, hay mayor diferencia en tamaños dentro de una colonia de Atta que en una de Acromyrmex.

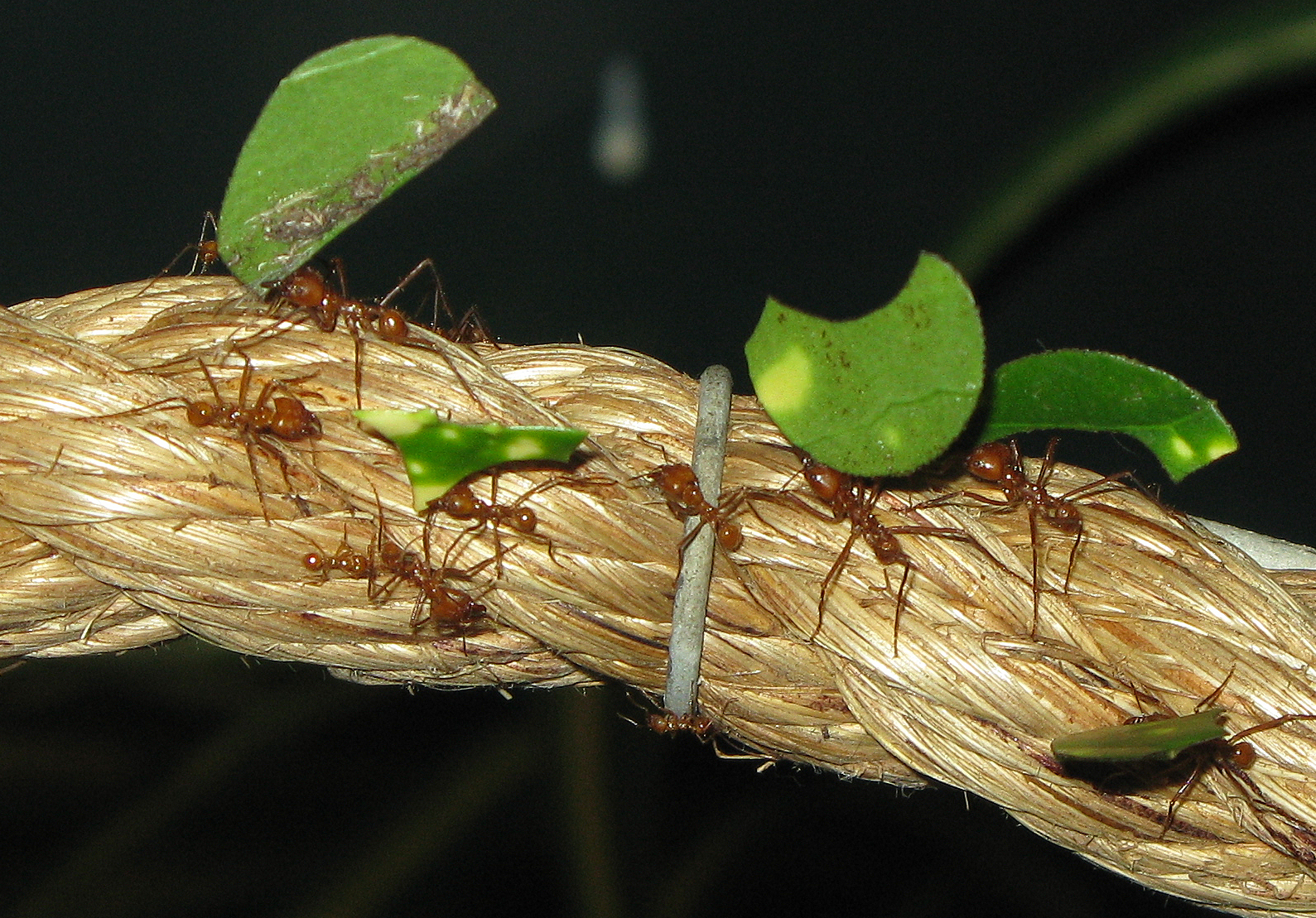
Hormigas Atta cephalotes

- Las mínimas son las obreras más pequeñas, y se ocupan del cultivo o cuidado de los jardines de hongos. El ancho de su cabeza es de menos de un milímetro.
- Las menores son ligeramente más grandes y se presentan en grandes grupos dentro y a los alrededores de las columnas de forrajeo. Estas hormigas son la primera línea de defensa y patrullan constantemente el terreno circundante y atacan vigorosamente cualquier enemigo que amenace las líneas de forrajeo. El ancho de su cabeza oscila entre 1,8 a 2,2 mm.
- Las medianas son los recolectores, quienes cortan y llevan los fragmentos de hojas de regreso a la guarida.
- Las mayores son las obreras más grandes y sirven como soldados, defendiendo el hormiguero de intrusos, aunque existe evidencia reciente de que las mayores participan en otras actividades, tales como la limpieza de los caminos principales, trasladando restos grandes o llevando objetos pesados al hormiguero. El cuerpo de los soldados más grandes (Atta laevigata) puede tener longitudes de hasta dieciséis milímetros y el ancho de cabeza de siete milímetros.

Cuando las hormigas se encuentran recolectando hojas, corren peligro de ser atacadas por moscas Phoridae, que son parásitos que ponen huevos dentro de la cabeza de las hormigas trabajadoras, matándolas. A menudo una hormiga mínima se sienta en la hoja cargada por una hormiga trabajadora y la protege del ataque de estas moscas.

### Mutualismo hormiga-hongo
Sus sociedades se basan en un mutualismo hormiga-hongo y diferentes especies utilizan especies muy parecidas de hongos  (quizá una sola especie, Leucocoprinus gongylophorus), pero todos los hongos que las hormigas utilizan son miembros de la familia Agaricaceae, anteriormente Lepiotaceae. Las hormigas cultivan activamente sus hongos, alimentándolos con material de las plantas recién cortadas (generalmente hojas y flores) y mantienen su cultivo libre de plagas y mohos. Esta relación mutualista parece ser aún más compleja, por la participación aparentemente simbiótica, de bacterias que crecen sobre las hormigas y secretan productos químicos - fundamentalmente las hormigas usan antimicrobianos portátiles. Sin embargo esta asociación bacteria-hongo no parece ser específica. Las hormigas cortadoras de hojas o podadoras son lo suficientemente sensibles como para reconocer la reacción de los hongos a los materiales de plantas diferentes, aparentemente detectando señales químicas de los hongos. Si una determinada especie de planta es tóxica para el hongo de la colonia, dejan de recogerlo. El hongo que cultivan los adultos se utiliza para alimentar a las larvas y adultos de las hormigas. El hongo necesita las hormigas para mantenerse con vida, y las hormigas necesitan el hongo para sobrevivir. Los únicos otros dos grupos de insectos que han desarrollado la agricultura basada en hongos son los escarabajos de la ambrosía y las termitas.

## Manejo de los residuos

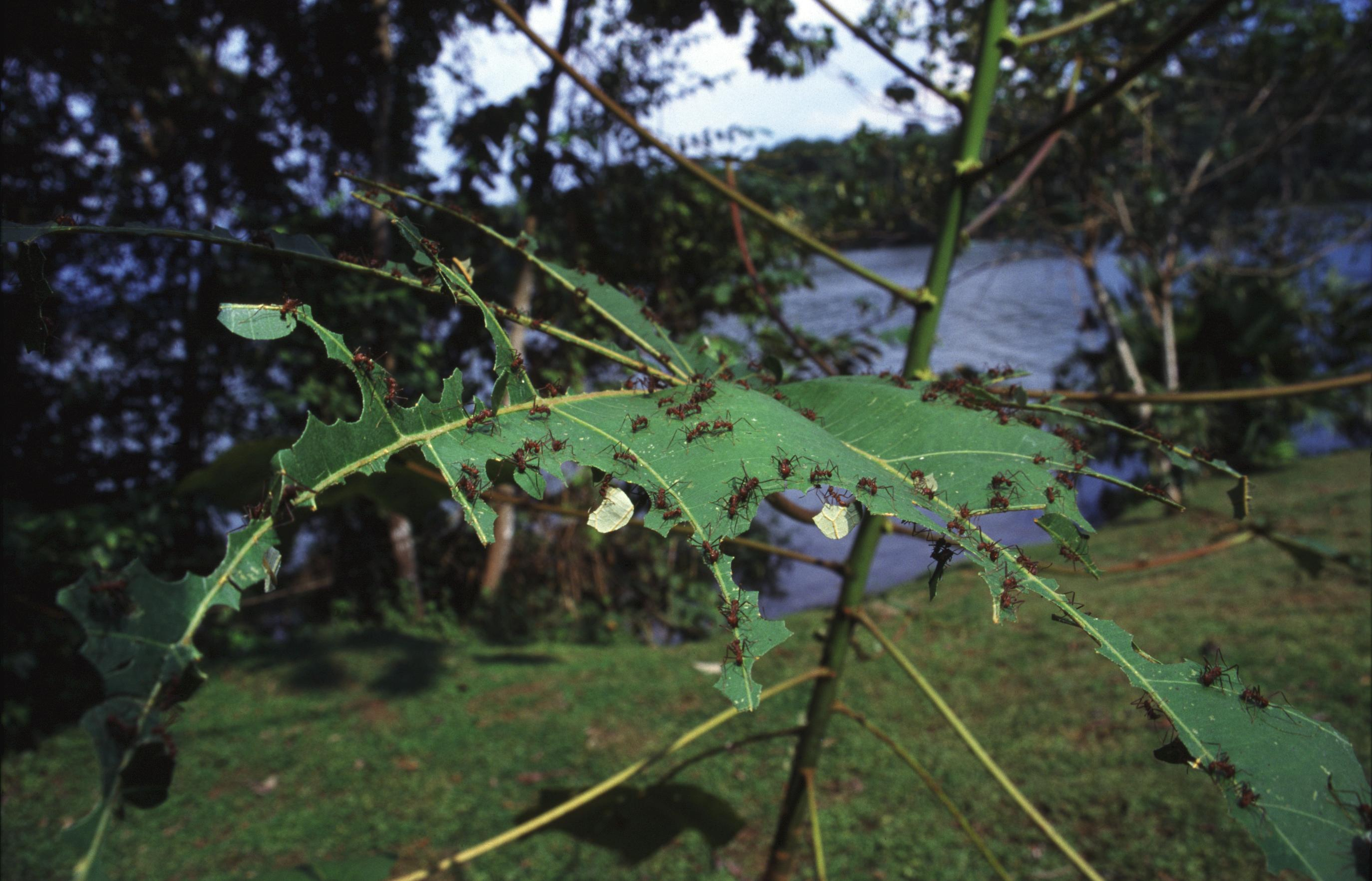
Trabajadoras de Atta colombica en actividad

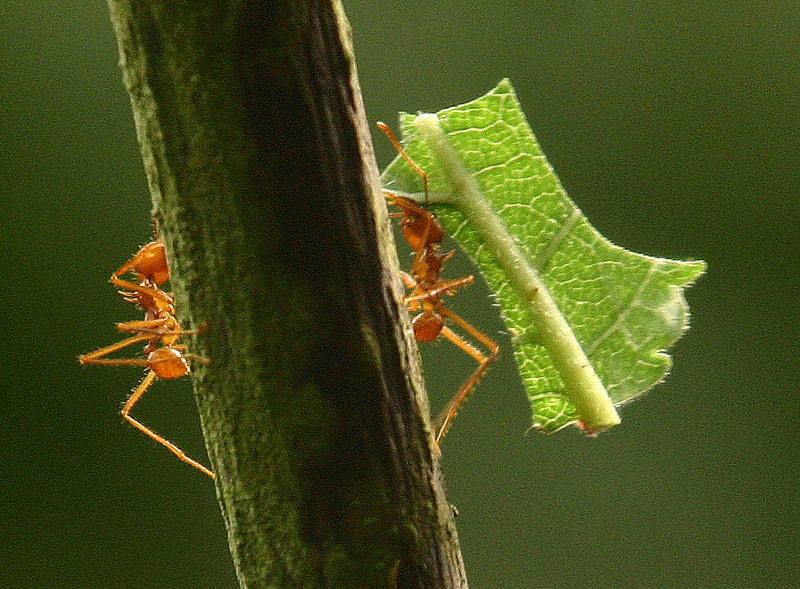
Dos obreras de hormigas podadoras.

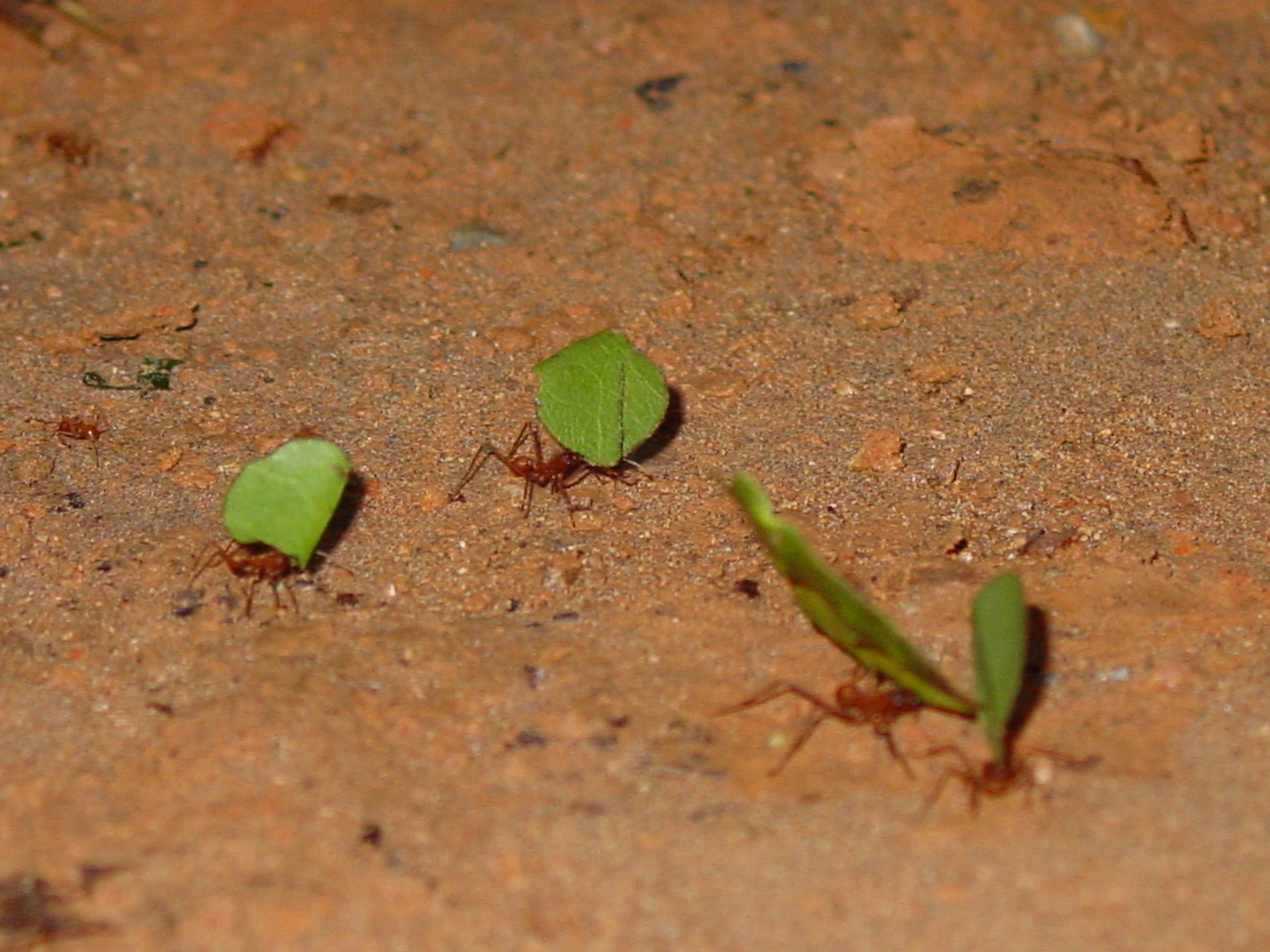
Hormigas podadoras de Costa Rica.

Las hormigas cortadoras de hojas tienen funciones muy específicas en cuanto al cuidado del jardín de hongos y a la eliminación de la basura. El manejo de los residuos es una función clave para la longevidad de cada colonia. El hongo parásito necrotrófico, Escovopsis, que ataca y destruye el cultivo fúngico, pone en peligro la fuente de alimentos de las hormigas, y es, por supuesto, un peligro constante para ellas. Las partes del cultivo de hongos contaminadas por Escovopsis y otros microbios son detectadas y eliminadas a la basura. Los transportadores de la basura y los que trabajan directamente con el montón de basura generalmente están contaminados con microbios. Estas obreras son las más viejas y prescindibles, asegurando que las más jóvenes y saludables trabajen en el jardín de hongos. Las especies Atta mexicana y Atta colombica, de manera inusual para la tribu Attini, tienen un cúmulo de basura a unos metros fuera del nido. Los transportadores de la basura toman el desperdicio, que consiste principalmente en sustrato de cultivo (hojas) usado, sin nutrientes, y lo llevan al cúmulo de basura. Una vez colocado en la pila, los trabajadores organizan el desperdicio y lo mueven constantemente para ayudar a la descomposición. Una observación fascinante de las Atta colombica fue que las hormigas muertas fueron colocadas alrededor del perímetro del cúmulo de desechos.
Además de alimentar el jardín de hongos con forraje, principalmente hojas, se le protege del Escovopsis gracias a las secreciones antibióticas de la Actinobacteria (género Pseudonocardia). Las Actinobacterias son responsables de producir la mayoría de los antibióticos usados por los humanos hoy día.
El Escovopsis es altamente virulento y tiene el potencial de devastar el jardín. El Escovopsis se transmite horizontalmente. Currie et al. (1999) encontró que el Escovopsis fue cultivado durante la fundación de colonias, en el 6.6% de ellas. Sin embargo, en colonias de 1 a 2 años, casi el 60% tenían el Escovopsis creciendo en el jardín de hongos. Esto parece indicar que Escovopsis es un peligro frecuente para las colonias de estas hormigas.

## Interacciones con los seres humanos

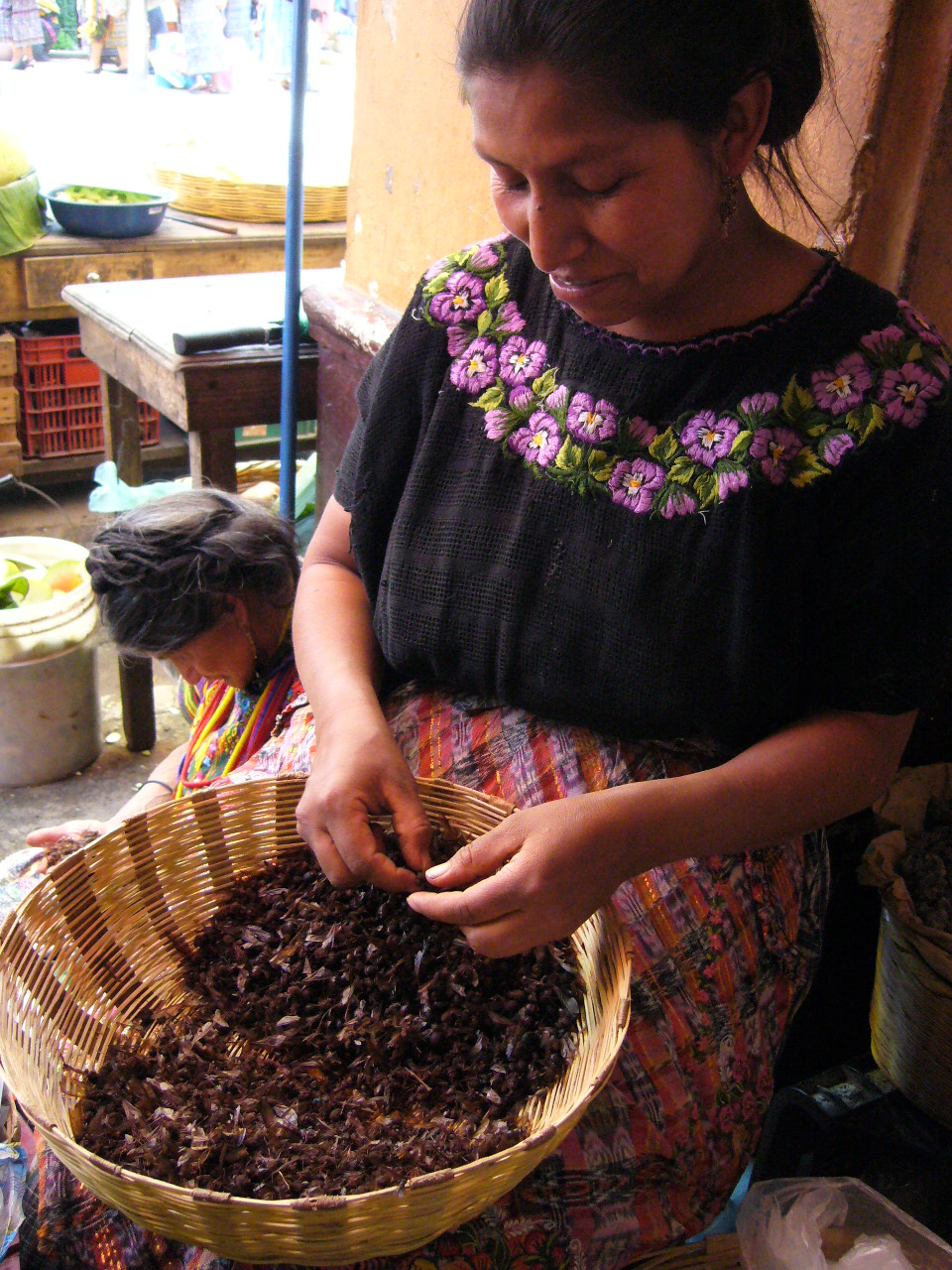
Mujer limpiando zompopos de mayo en el mercado de San Juan Sacatepequez, Guatemala

En algunas partes donde viven, las hormigas cortadoras de hojas pueden ser una molestia para los seres humanos, deshojando cultivos, dañando caminos y terrenos gracias a sus actividades. Por ejemplo, algunas especies de Atta son capaces de deshojar un árbol de cítricos en menos de 24 horas. En América Central, las hormigas cortadoras de hojas se les conoce con el nombre de hormigas "Arrieras" o "zompopos" (El Salvador) aunque no en relación por su tamaño. Son una de las hormigas más grandes en América Central. Disuadir a la hormiga cortadora de hojas Acromyrmex lobicornis de deshojar los cultivos ha sido más simple de los esperado. La recolección del desperdicio de la colonia y su colocación sobre o alrededor de los cultivos de las plantas provocó un efecto disuasorio durante un período de 30 días.